# Annisse (parochie)
Annisse is een parochie van de Deense Volkskerk in de Deense gemeente Gribskov. De parochie maakt deel uit van het bisdom Helsingør en telt 1955 kerkleden op een bevolking van 2272 (2004). 
De parochie was tot 1970 deel van Holbo Herred. In dat jaar werd de parochie opgenomen in de nieuwe gemeente Helsinge. Deze ging in 2007 op in de fusiegemeente Gribskov.